# Bradynobaenidae
Die weltweit etwa 200 bekannten Arten der Bradynobaenidae zählen zur Insektenordnung der Hautflügler (Hymenoptera). Innerhalb dieser stehen sie in der Überfamilie Vespoidea, den Faltenwespenartigen, in der Unterordnung der Taillenwespen (Apocrita). Bei den Tieren haben sich unabhängig von anderen Verwandten Stridulationsorgane entwickelt, die sich noch bei den Vertretern der Typhoctinae und der Chyphotinae finden. Die Apterogyninae und die Bradynobaeninae haben sie jedoch nachträglich wieder verloren. Über die wahrscheinlich parasitische Lebensweise ist wenig bekannt. Vermutet wird bei einer Art, dass Walzenspinnen als Wirte dienen könnten.